# Maria Arsene
Maria Arsene (n. 18 octombrie 1907, București, România – d. 23 octombrie 1975, București, România) este pseudonimul folosit de scriitorul român Arthur Leibovici.

## Distincții
- Ordinul Muncii clasa a III-a (21 august 1954) „pentru merite deosebite pe tărîmul construcției de stat, economice, sociale și culturale, cu ocazia celei de a zecea aniversări a eliberării patriei noastre”[2]

## Operă
- Caiet de dictando
- Către orele 12 din zi și din noapte
- Eroii nu au vârstă, Editura Ion Creangă, București, 1972.
- Intermezzo
- Los, Editura pentru Literatură, București, 1968.
- Pasageri în noapte
- Pianoforte
- Preludii
- Soarele răsare în zori
- Struma
- În afară de luni

## În alte limbi
- Mocsárvidéki történet („Băltăreața”), traducere în limba maghiară de Bácski György, Ifjúsági Könyvkiadó, Bukarest, 1964.[3]